# Cheiloneurus swezeyi
Cheiloneurus swezeyi is een vliesvleugelig insect uit de familie Encyrtidae. De wetenschappelijke naam is voor het eerst geldig gepubliceerd in 1903 door Ashmead.